# Bradina
Bradina é um gênero de mariposa pertencente à família Crambidae.